# 栢木進
栢木 進（かやき すすむ、1956年〈昭和31年〉6月2日 - ）は、日本の政治家。元滋賀県野洲市長（1期）、元野洲市議会議員（1期）。

## 来歴・人物
滋賀県甲賀郡伴谷村（現甲賀市水口町）生まれ。男5人兄弟。滋賀県立大津商業高等学校、大阪産業大学経営学部卒業。178cm、100kg（2021年2月時点） 
株式会社　蓮葉の代表取締役会長を務める
。
2016年（平成28年）10月23日に行われた野洲市長選挙に立候補するも現職の山仲善彰に敗れ落選。
2019年（令和元年）11月、市立野洲病院整備工事の入札が不落となり、市の計画が再度見直しとなったことを受け、市長選挙への2度目の挑戦を決意。
2020年（令和2年）10月18日に行われた野洲市長選挙で現職の山仲善彰との一騎打ちを制し初当選した。10月31日、市長就任。
2024年（令和6年）10月13日に行われた野洲市長選挙で元滋賀県職員で野洲市役所の出向経験もある櫻本直樹に破れ再選はならなかった。

## 政治

### 公約と経緯
「公約　必ず実現」初当選の栢木さん　野洲市長選　

「中止した移転計画と同規模で、総事業費は60億円程度、早期の開院を目指す」

根拠薄い公共事業の白紙撤回、コロナ禍の選挙に要警戒

新病院問題　市長に早期整備要望　市議10人、Bブロック支持　野洲／滋賀

新病院整備、半額でやる

新病院整備、120億円超に　市長公約と相違　議会反発も　野洲／滋賀

## 不祥事

### 市長として
2022年（令和4年）3月28日、野洲市の部長級の男性職員2人が、栢木市長からパワハラを受けたとして市役所で会見を開き、市総務部に調査を要請したことを明らかにした。それによると、2人は市議会のあと、議員や他の職員がいる前で栢木市長から「ええかげんにせいよ。もっと協議したやろ、それは言えんのか」「お前もじゃ」と怒鳴られたほか、別の日には、幹部会議で鉛筆を投げつけられたり、「良い案がないなら市長室に入るな」などと言われたり、来客に対し「こいつは頑固でうんこや」などと紹介されたりしたなどとしている。栢木市長は定例会見で、「正確に議会答弁をしてほしいと思って10秒ほど叱責したが、怒鳴ったわけではない。職務の中で叱責したことはあるが、パワハラだとは考えていない。意見の食い違いで感情的になり鉛筆を投げてしまったことはあるが、その後、反省し謝罪した。『うんこ』という言葉を人に対して使ったことはなく、聞き間違いではないか」などと一連の言動はパワハラに当たらないとの認識を示した。
6月30日に第三者委員会が調査結果を公表し、机に鉛筆を叩きつけ「3日話しても同じや」と発言したことや、議場で叱責したことなど三つの行為について「職員に対する優越的な関係を背景として行われた」としてパワハラと認定した。一方で「頑固でうんこや」との発言については「真偽不明」とした。
委員会の調査結果を受け、「多くの方々にご迷惑、ご心配をおかけしたことについておわび申し上げる」とコメントを出すとともに、7月13日に市議会の臨時会において、給与30％を3カ月カットすることを自ら提案し可決された。

### 市職員
「うそつくな」「何様だ」市職員が議員に暴言か　口頭注意も「信念に従った」